# Magali Baton
Magali Baton (Saint-Chamond, 12 de marzo de 1971) es una deportista francesa que compitió en judo. Ganó una medalla de bronce en el Campeonato Mundial de Judo de 1997 y cinco medallas en el Campeonato Europeo de Judo entre los años 1994 y 1999.

## Palmarés internacional
| Campeonato Mundial | Campeonato Mundial      | Campeonato Mundial | Campeonato Mundial |
| Año                | Lugar                   | Medalla            | Categoría          |
| ------------------ | ----------------------- | ------------------ | ------------------ |
| 1997               | París (Francia)         | Medalla de bronce  | –56 kg             |
| Campeonato Europeo |                         |                    |                    |
| Año                | Lugar                   | Medalla            | Categoría          |
| 1994               | Gdańsk (Polonia)        | Medalla de bronce  | –56 kg             |
| 1996               | La Haya (Países Bajos)  | Medalla de bronce  | –56 kg             |
| 1997               | Ostende (Bélgica)       | Medalla de bronce  | –56 kg             |
| 1998               | Oviedo (España)         | Medalla de bronce  | –57 kg             |
| 1999               | Bratislava (Eslovaquia) | Medalla de plata   | –57 kg             |